# Hilarographa pampoecila
Hilarographa pampoecila es una especie de polilla de la familia Tortricidae.
Fue descrita científicamente por Turner en 1913.